# Michael B. Tretow
Bo Michael Tretow, känd som Michael B. Tretow, född 20 augusti 1944 i Östra Eneby församling i Norrköpings kommun, död 20 maj 2025 i Gustav Vasa distrikt i Stockholm, var en svensk ljudtekniker, kompositör och musiker. Han var bland annat musikgruppen Abbas ljudtekniker.

## Biografi

### 1960-talet
Som tonåring i början av 1960-talet var Tretow en i Norrköping känd ljudtekniker, som experimenterade med flerkanalsinspelningar och överdubbningar. Efter att ha avbrutit sin värnplikt satsade han mer seriöst på att arbeta med musik och ljud.
Under popåren i mitten av 1960-talet var Tretow medlem i flera popgrupper, bland annat spelade han 1966 in en singel tillsammans med Mikael Ramel som Mikael & Michael. Flera singlar, som soloartist, kom åren efter på skivbolaget Knäppupp.
I januari 1968 hamnade Tretow hos Metronomestudion, där han bland annat spelade in (och i enstaka fall producerade) material med artister som Diddlers, Pugh Rogefeldt, Ted Gärdestad, Jojje Wadenius, Lill Lindfors, Björn Ulvaeus och Benny Andersson.

### 1970-talet
Eftersom Tretow tidigare arbetat mycket med Björn Ulvaeus och Benny Andersson valdes han att bli hus-ljudtekniker åt Abba. Han var sedan tekniker på samtliga Abba-inspelningar utom albumet Voyage  2021. Under denna tid var Tretow med om att bygga upp Polar Studios på Kungsholmen i Stockholm.
Vintern 1975–1976 spelade Tretow in ett eget album i Glennstudio i Stockholm tillsammans med Abba och deras omgivande grupp av musiker. Resultatet blev den humoristiska engelskspråkiga skivan "Let's Boogie" med texter av Thomas H. Minor.

### 1980-talet
Under 1980–1981 spelade Tretow tillsammans med Ted Gärdestad in musikparafraser med nonsenstexter under pseudonymen Caramba, vars självbetitlade album blev framgångsrikt. Singeln "Hubba Hubba Zoot Zoot" blev mycket populär, trots att publiken inte visste vilka som dolde sig bakom namnet Caramba.
Sommaren 1986 gjorde Tretow ett Sommarprogram, någonting som han upprepade  2001.
Under slutet av 1970-talet hade Tretow byggt upp en studio i sitt hem i Bromma, Garage de Garbage och startat skivbolaget Trash Records. På detta gav han ut ett självbetitlat album 1982, fullt med galen humor, ordvitsar, musikaliska karikatyrer och den självbiografiska Åby Folkets Park -59. 
Som en del av marknadsföringen av temaparken Tomteland i Mora kommun fick Tretow 1985 i uppdrag att göra en barnskiva. Resultatet blev albumet Tomteland. En låt handlade om tomten Professorn som för berättarrösten demonstrerar en fantastisk uppfinning. Denna låt fick en del speltid i Sveriges Radio P3, och Den makalösa manicken blev en av 1986 års mest populära låtar med framgångar på såväl Tracks som Svensktoppen.  
Tretow fortsatte att arbeta med Abba-medlemmarna även under gruppens paus, bland annat var han ljudtekniker under inspelningarna av Chess och flera av medlemmarnas soloalbum.
Under tiden fortsatte arbetet med radiojinglar, reklamspottar och sketcher för radioprogram som Metropol, Plattetyder, Eldorado, Putte Punsch lyckoshow och Plattoteket. Dessutom ljudlade Tretow reklamfilmer, sagoinspelningar och TV-program. När SVT hösten 1987 omorganiserade sina två TV-kanaler fick Tretow uppdraget att skapa den nya signaturen för Kanal 1. De första åren kom den att spelas mellan i stort sett alla program för att senare spelas i början, samt i slutet av sändningarna. Denna jingel kom att kvarstå långt in på 1990-talet.
Hösten 1988 gjorde Tretow radioprogrammet Hystereo i P3. De bästa sketcherna och låtarna från denna serie samlades året efter på albumet Hystereo Hi-lites. Ett halvtimmeslångt program översatt till engelska vann första pris i Radio Monaco Contest 1989.
Under 1988, 1989 och 1994 sände Sveriges Radio Tretows program Tretows ljudafton – Lång dags färd mot fnatt på julafton. Denna innehöll sketcher och nyskrivna låtar, till exempel en om Ill-Marie som skall göra en tomtepalt (som innehåller allt från senapsgas till salt).

### 1990-talet
I början av 1990-talet blev Tretow tillfrågad av NTF om han kunde göra en uppföljare till de singlar med Anita och Televinken som tidigare givits ut för att lära barn trafikvett. Resultatet blev fyra halvtimmeslånga avsnitt av Trolles kassettradio.
Tretow producerade också de två album som den svenska gruppen Big Money gav ut 1992 och 1994. Han har även gjort musiken till tv-serien Javisst har barnen rätt. Samtidigt var han ansvarig för ljudrestaureringen av Abba:s inspelningar när de återutgavs på CD, först under sent åttiotal och sedan i mitten av nittiotalet.
Söndagskvällarna vintern 1995 sände Sveriges Radio Stockholm humorprogramserierna Crazy och Absolut Crazy där Tretow tidvis samarbetade med Kjell Swanberg. I december samma år kom filmen Bert – Den siste oskulden där han skrev och framförde musiken, bland annat tillsammans med Lill-Babs och Tommy Körberg. I ett av avsnitten dyker Tretow även upp i en liten biroll som skolfotograf. 
Under den här tiden producerade Tretow också skivor med sin barndoms idoler Little Gerhard och Rock-Ragge. 1997 spelade han tillsammans med flera svenska artister in julalbumet En galen jul som dock aldrig givits ut officiellt. 
År 1999 släppte Mariann Grammofon AB i samarbete med Anderson Records samlingen "Greatest" "Hits". De många citationstecknen visar på att samlingen inte bara innehöll kända låtar.

### 2000-talet
I Julkalendern i radio 2000, Snälla Py, ansvarade Tretow för musik och ljudeffekter.
Den 22 juni 2001 var Tretow sommarpratare i Sveriges Radio P1.
Under 2001 drabbades Tretow av en hjärnblödning, som ledde till att han inte kunde prata under tio år, och alla minnen från Abbatiden försvann. Efter arbetet med Agnetha Fältskogs album My Colouring Book avslutade han sin karriär 2004, och hemmastudion Garage de Garbage i Bromma avvecklades och såldes.

### 2010-talet
2016 släpptes samlingsalbumet Kungsgatan 25 som samlade ett antal inspelningar med popband från Norrköping som Tretow gjorde i sitt pojkrum under åren 1964–1965. Albumet är uppkallat efter adressen där familjen då bodde.

## Diskografi
- Let's Boogie (1976) (återutgavs 1998 på CD som Michael B. Tretow)
- Michael B. Tretow (1983)
- Tomteland (1985)
- Makalösa manickar (1986)
- Hystereo Hi-lites (1989)
- Michael B Tretow's "Greatest" "hits" (1999)
- Trolles trafikvett/Stopp (återutgiven 2005)
- Trolles trafikvett/Härgårman (återutgiven 2005)
- Kungsgatan 25 (2016)

## Priser och utmärkelser
- 1993 – Grammisgalans hederspris[15]